# Schlüsseldepot

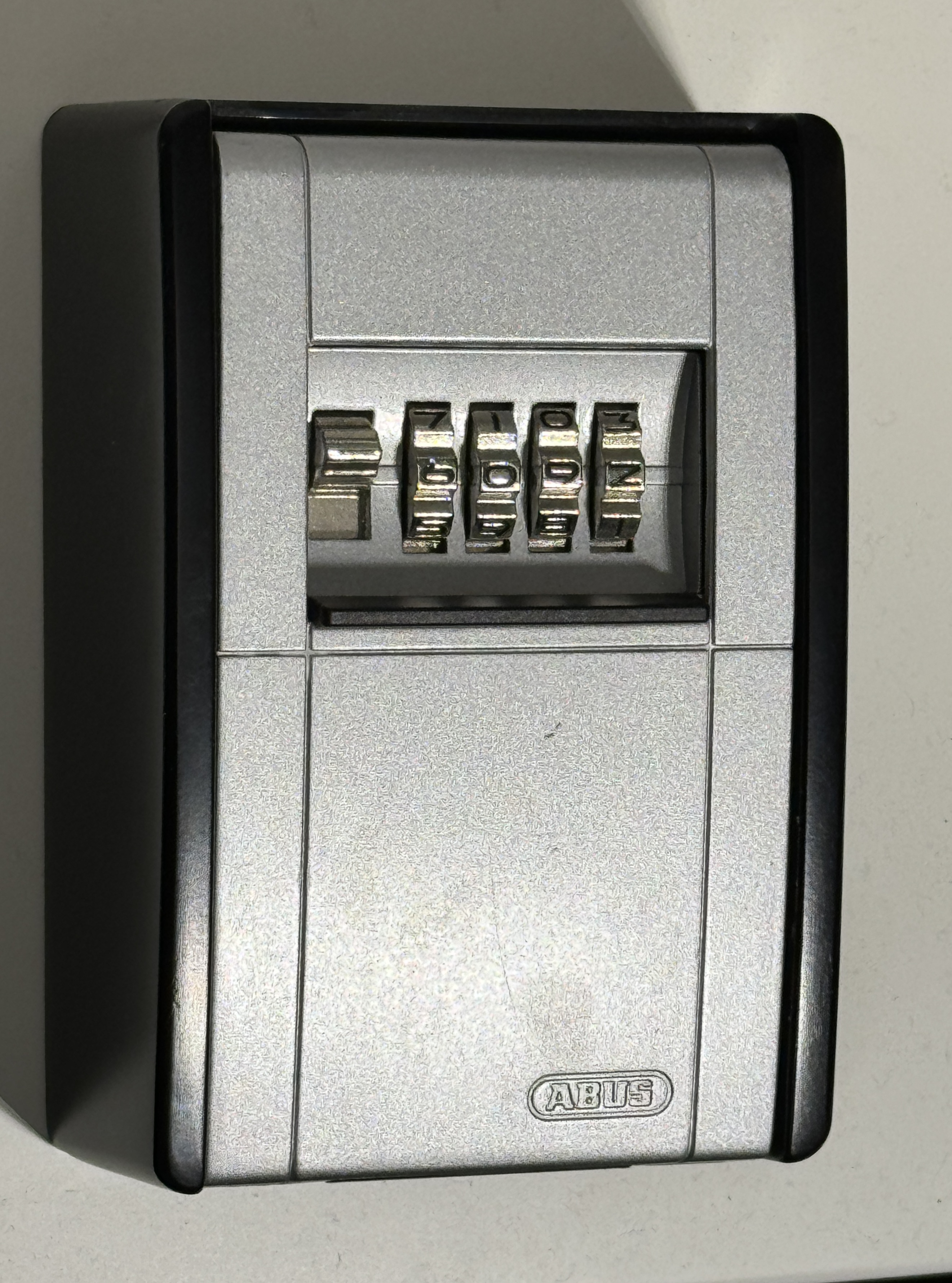
Schlüsseltresor mit Zahlencode

Der Name Schlüsseldepot steht ursprünglich für einen Schlüsseltresor, der in der Regel einen Objektschlüssel für die Feuerwehr oder Polizei enthält. Der Kasten wird außerhalb von Gebäuden montiert. Hat die Übertragungseinrichtung einer Brandmeldeanlage nach DIN 14675 oder Einbruchmeldeanlage ausgelöst und eine Einsatzstelle alarmiert, so bewirkt dies zugleich die Freigabe der Tür des Schlüsselkastens. Die Einsatzkräfte können den Schlüssel entnehmen und ohne weiteren Zeitverlust das Gebäude betreten.
Der neue umfassendere Name beschreibt die allgemeine Verwahrung von einer größeren Anzahl von Schlüsseln und Schlüsselbunden. In modernen Schlüsseldepots werden die Schlüssel nicht nur diebstahlsicher verwahrt, sondern auch elektronisch überwacht und verwaltet. In diesem Falle spricht man auch von einem Schlüsselmanagement. Zur Entnahme identifizieren sich die berechtigten Personen an einem Zugriffsterminal. Die Schlüssel, zu denen eine Person Zugriff hat, werden daraufhin freigegeben. Die Entnahme eines Schlüssels wird über die berührungslose Identifikationstechnik RFID (Radio Frequency Identification) erkannt und elektronisch protokolliert. Hierdurch ist eine Kontrolle möglich, welche Person zu welcher Zeit welchen Schlüssel entnommen oder zurückgebracht hat.
Typische Einsatzgebiete für diese elektronischen Schlüsselmanagementsysteme sind die Fuhrparkverwaltung von Mietwagenfirmen oder firmeneigenen Fahrzeugpools, die Zutrittskontrolle zu bestimmten sensiblen Unternehmensbereichen und die Schlüsselverwaltung bei Wachdienstleistern oder Pflegediensten.